# Гадамер, Ханс-Георг
Ханс-Георг Га́дамер (нем. Hans-Georg Gadamer; 11 февраля 1900 года, Марбург — 13 марта 2002 года, Гейдельберг) — немецкий философ, один из самых значительных мыслителей второй половины XX в., известен прежде всего как основатель «философской герменевтики». Главный труд — «Истина и метод. Основы философской герменевтики» (нем. Wahrheit und Methode. Grundzüge einer philosophischen Hermeneutik, 1960).

## Биография
Родился в протестантской семье. Его мать, Эмма Каролина Йоханна Гайзе (1869—1904), умерла от диабета, когда Хансу-Георгу было только четыре года. Позже он говорил, что это повлияло на его решение не заниматься естественными науками. Он вырос в Бреслау, где его отец, Йоханнес Гадамер (1867—1928), был профессором фармацевтики в местном университете, после возглавивший кафедру в Марбурге. Отец настаивал на том, чтобы он занимался естественными науками, но Ханс-Георг больше интересовался гуманитарными и сопротивлялся стремлению отца. По причине слабого здоровья (полиомиелит) Гадамер не призывался в армию и не участвовал ни в Первой, ни во Второй мировых войнах.
Ханс-Георг учился философии, германистике и теории литературы в университетах Бреслау (с 1918) и затем Марбурга, куда они с отцом переехали в 1919 году. В университете Бреслау Гадамер начинает изучать классическую филологию и философию под руководством Ричарда Хёнингсвальда. В Маргбурге учится под руководством профессоров-неокантианцев Пауля Наторпа (его научный руководитель) и Николая Гартмана. В 1922 году в Марбурге он защитил диссертацию под руководством Пауля Наторпа.
Вскоре после этого Гадамер переходит во Фрайбургский университет и в 1923 году знакомится там с Мартином Хайдеггером, подающим надежды молодым учёным, который ещё не стал профессором. В дальнейшем Хайдеггер окажет на него значительнейшее влияние. Они сближаются с Хайдеггером, и когда тот получил место в Марбургском университете, Гадамер последовал за ним туда, где он стал частью группы таких студентов, как Ханна Арендт, Лео Штраус и Карл Лёвит. Под влиянием Хайдеггера он отошёл от раннего влияния неокантианства Пауля Наторпа и Николая Гартмана. В Марбурге Гадамер изучал Аристотеля под руководством Гуссерля и Хайдеггера. В Марбурге Гадамер дополнил своё образование изучением классической филологии (1924—1927). В 1929 году он под руководством Хайдеггера защитил диссертацию о платоновском «Филебе». С того же года преподавал философию в Марбургском университете, с 1937 года профессор.
В НСДАП не состоял, однако состоял в Нацистском союзе учителей (с 1933 года). 11 ноября 1933 года вместе с более чем 900 учёных и преподавателей Гадамер подписал «Заявление профессоров немецких университетов и вузов о поддержке Адольфа Гитлера и национал-социалистического государства». В отличие от Мартина Хайдеггера, который стал членом Нацистской партии в мае 1933 года и продолжал им быть до окончания Второй мировой войны, Гадамер не был политически активен в период Третьего рейха. Вопрос об отношении Гадамера к нацистской власти является спорным до сих пор, он обсуждается в работах Ричарда Вулина и Терезы Ороско.
С 1939 по 1947 год — профессор в Лейпцигском университете, одновременно директор его института философии, также в 1946 году — декан философского факультета, а в 1946—1947 годах — ректор университета.
С 1947 по 1949 год возглавлял кафедру философии в университете Франкфурта-на-Майне. Затем, в 1949 году, занял кафедру в университете Гейдельберга, которой руководил Карл Ясперс. Основал в 1953 году журнал «Philosophische Rundschau». С 1962 по 1966 год возглавлял Немецкое философское общество.
После выхода на пенсию (1968, эмерит) преподавал в качестве приглашённого профессора в университетах США (до 1989 года). В 1968—1972 годах президент Гейдельбергской академии наук.
11 февраля 2000 года в Гейдельбергском университете торжественной церемоний и конференцией отметили юбилей Гадамера — ему исполнилось 100 лет. Летом 2001 года Гадамер последний раз в своей жизни принял участие в академическом мероприятии — это был ежегодный симпозиум по герменевтике, организованный двумя его американскими студентами. 13 марта 2002 года Гадамер скончался в университетской клинике Гейдельберга в возрасте 102 лет. Он похоронен на кладбище Кёпфиль в Зигельхаузене.
Член академий наук Лейпцига, Гейдельберга, Афин, Будапешта (почётный член Венгерской академии наук с 1983), Брюсселя, Рима, Турина и Лондона, почетный член немецкой академии творчества в Дармштадте и американской академии изящных искусств в Бостоне.
Почётный доктор Оттавского и Макмастерского университетов (Канада), Католического университета Америки (США), Бамбергского, Лейпцигского, Марбургского, Тюбингенского университетов (ФРГ), Карлова университета (Чехия), Вроцлавского университета (Польша), СПбГУ (2000, Россия). Почётный профессор МГУ (2000).

## Философские идеи
Гадамер исследует задачи исторической науки. По мысли Гадамера, у историка, обращающегося к какому-либо историческому тексту, всегда есть некоторое «предварительное понимание» (Vorverständnis) этого текста, заданное ему традицией, в которой он живёт и мыслит; оно может корректироваться в процессе работы над текстом, но историк не может полностью освободиться от предпосылок своего мышления: беспредпосылочного мышления не существует, поскольку бытие — это время, а человеческий опыт конечен. Для характеристики предварительного понимания Гадамер использует слово «предрассудок» (Vorurteil), которое, говорит Гадамер, до эпохи Просвещения не имело привычного для нас отрицательного значения. Предрассудок означает нечто, предшествующее рассуждению и размышлению, некоторую дорефлексивную установку сознания. С точки зрения герменевтической философии, предрассудок — неотъемлемая характеристика сознания, поскольку оно понимается исторически. Отрешиться от предрассудка полностью невозможно, но можно, как говорит Гадамер, привести его во взвешенное состояние — в этом и состоит задача историка. Условием достижения такого состояния является наличие временно́й дистанции между исследователем и тем, что исследуется. При этом нечто понимается только в том случае, если исследователю удаётся понять «вопрос, на который это нечто является ответом» (Гадамер). Понимание такого вопроса означает «сплавление горизонтов» интерпретатора и интерпретируемого, которое, согласно Гадамеру, есть действие языка. Язык (естественный), по Гадамеру, составляет содержание того, что у Гуссерля названо «жизненным миром».
Вопрос об аппликативности понимания рассматривается в полемике Э. Бэтти и Х. Г. Гадамера.

## Другие работы
Гадамер также интересовался таким понятием, как здоровье человека, с точки зрения философии. В «Загадке здоровья» Гадамер объясняет, что значит «лечить» со стороны пациента и того, кто лечит. В этой работе рассматривается медицина как практика и как искусство и неизбежность лечения.
Кроме того, Гадамер известен не только своими работами по герменевтике, но и как автор большого количества публикаций по древнегреческой философии. Большая часть ранней карьеры Гадамера связана с изучением греческих мыслителей, в особенности Платона и Аристотеля. В предисловии к итальянскому переводу «Истины и метода» Гадамер называет свои работы по греческой философии «лучшей и самой оригинальной» частью своей карьеры. Его работа «Диалектическая этика Платона» — это взгляд на диалог «Филеб» через призму феноменологии и философии Мартина Хайдеггера.

## Сочинения

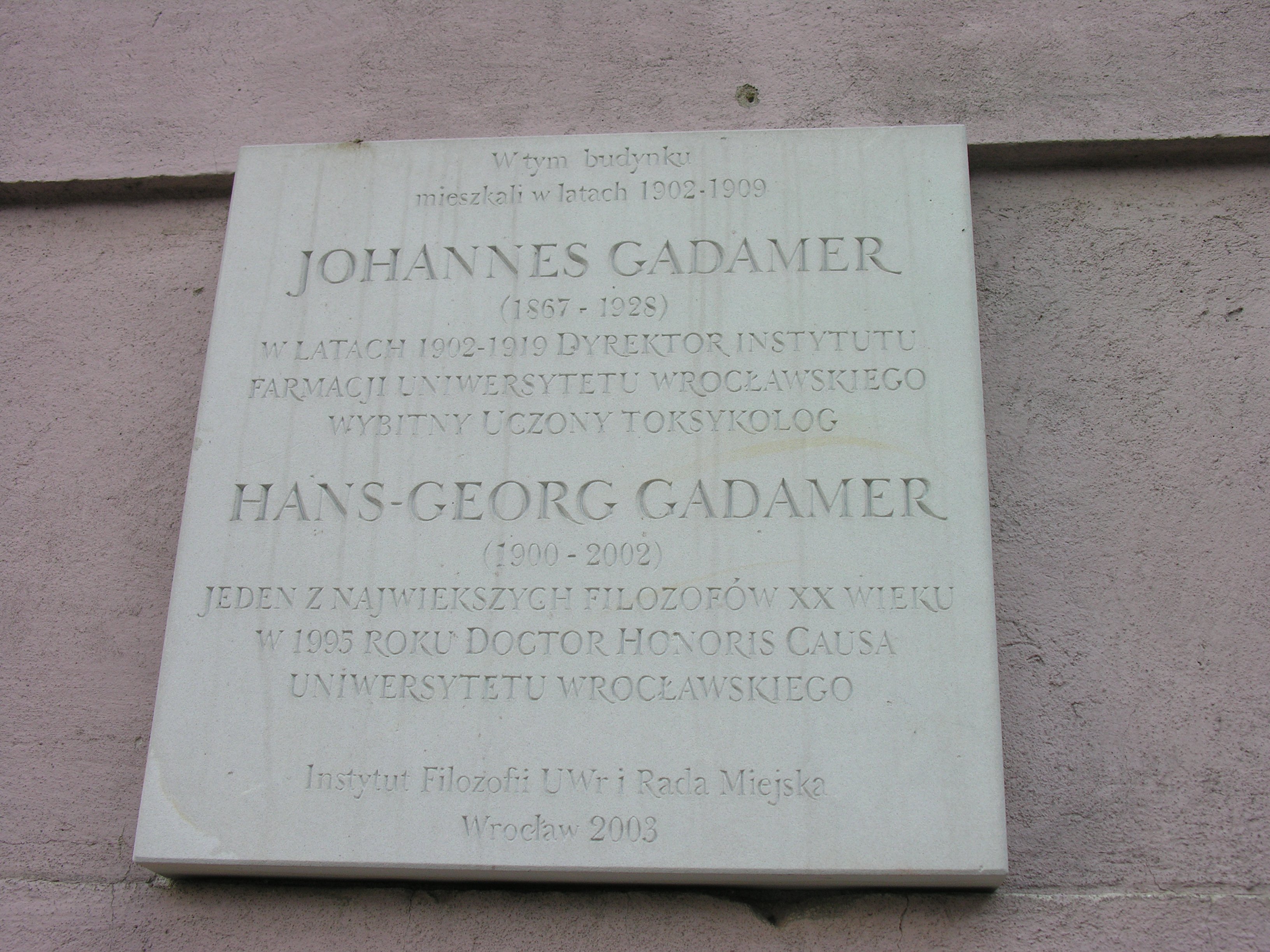

- Wahrheit und Methode (Истина и метод) (1960)
- Kleine Schriften (Philosophical Hermeneutics) (1967)
- Dialogue and Dialectic (1980)
- Vernunft im Zeitalter der Wissenschaft. Разум во времени науки (1976)

## Публикации на русском
- Гадамер Х.‑Г. Истина и метод / Пер. с нем.; общ. ред. и вступ. ст. Б. Н. Бессонова. — М.: Прогресс, 1988. — 704 с ISBN 5-01-001035-6
- Гадамер Г. Г. Актуальность прекрасного Архивная копия от 2 июня 2016 на Wayback Machine // Гадамер Г. Г. Актуальность прекрасного. — М.: Искусство, 1991.
- Гадамер Г.‑Г. Диалектическая этика Платона: феноменологическая интерпретация «Филеба» / пер. с нем. и предисл. О. А. Коваль. СПб.: С.-Петербургское философское о-во, 2000. — 255 с. ISBN 5-93597-006-6
- Гадамер Х.‑Г. Пути Хайдеггера: исследования позднего творчества. / Пер. с нем. А. В. Лаврухина.- Минск, Пропилеи, 2007.-240 c. ISBN 985-6329-56-6 ISBN 985-6723-54-X

### Статьи
- Гадамер Х.‑Г. Что есть истина? Архивная копия от 23 сентября 2010 на Wayback Machine / Перевод М. А. Кондратьевой при участии Н. С. Плотникова // Логос. — 1991. — № 1. — С. 30—37.
- Гадамер Х.‑Г. Хайдеггер и греки / Перевод и примечания М. Ф. Быковой // Логос. — 1991. — № 2. — С. 56—68.
- Гадамер Г.‑Г. Интервью // Вопросы философии. — 1996. — № 7. — С. 127—132.
- Гадамер Г.‑Г. Игра искусства / Пер. с нем. А. В. Явецкого // Вопросы философии. — 2006. — № 8. — С. 164—168. — Доклад 1973 года; опубликован в 1977 году.